# 中华恐龙园
中华恐龙园，位于中華人民共和國江苏省常州市新北区，覆盖面积约600亩，2000年9月開園，是一家以恐龙为主题的游乐园，為国家5A级旅游景区。中华恐龙园內設有收藏展示中国系列恐龙化石的博物馆。

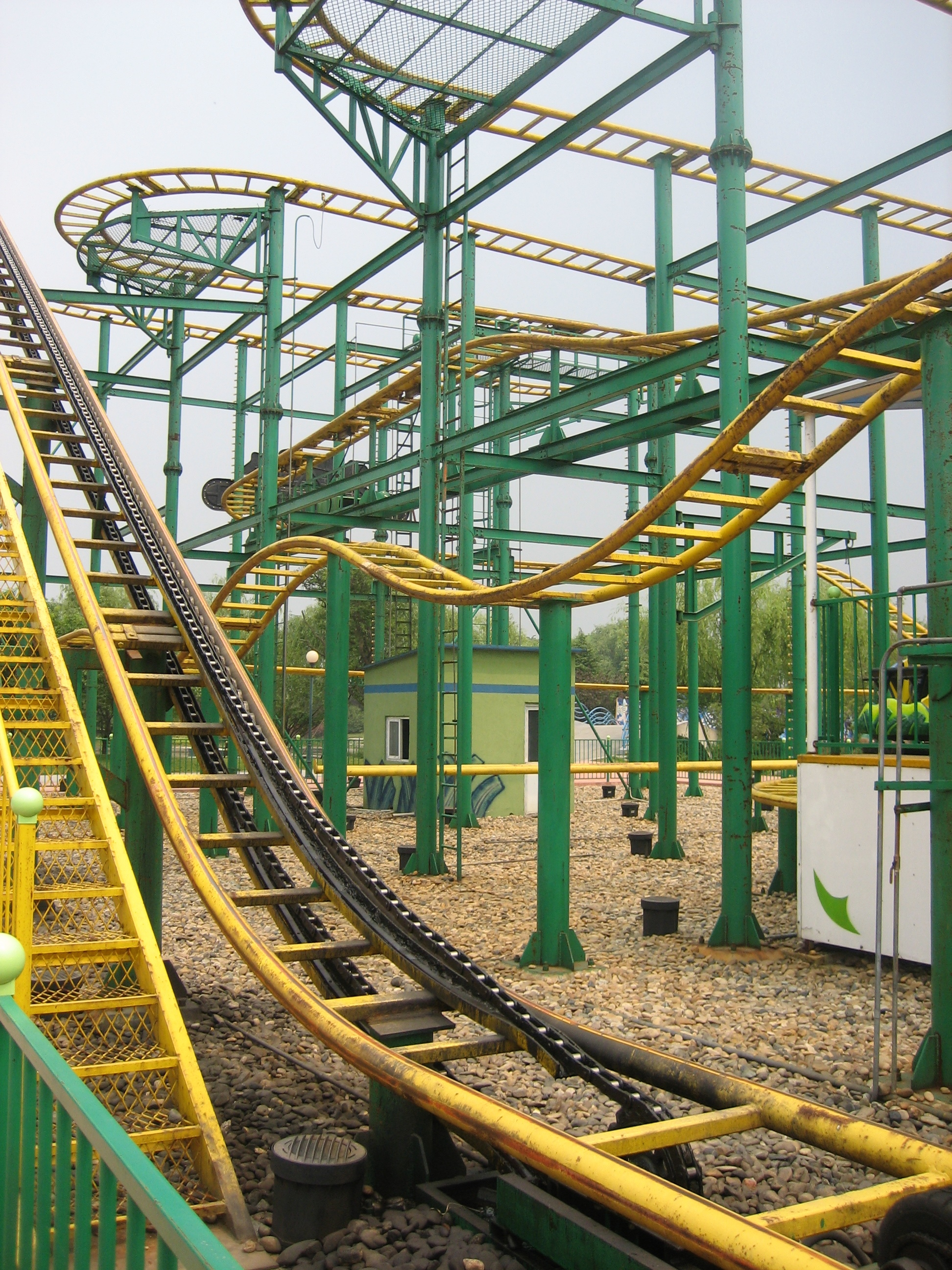
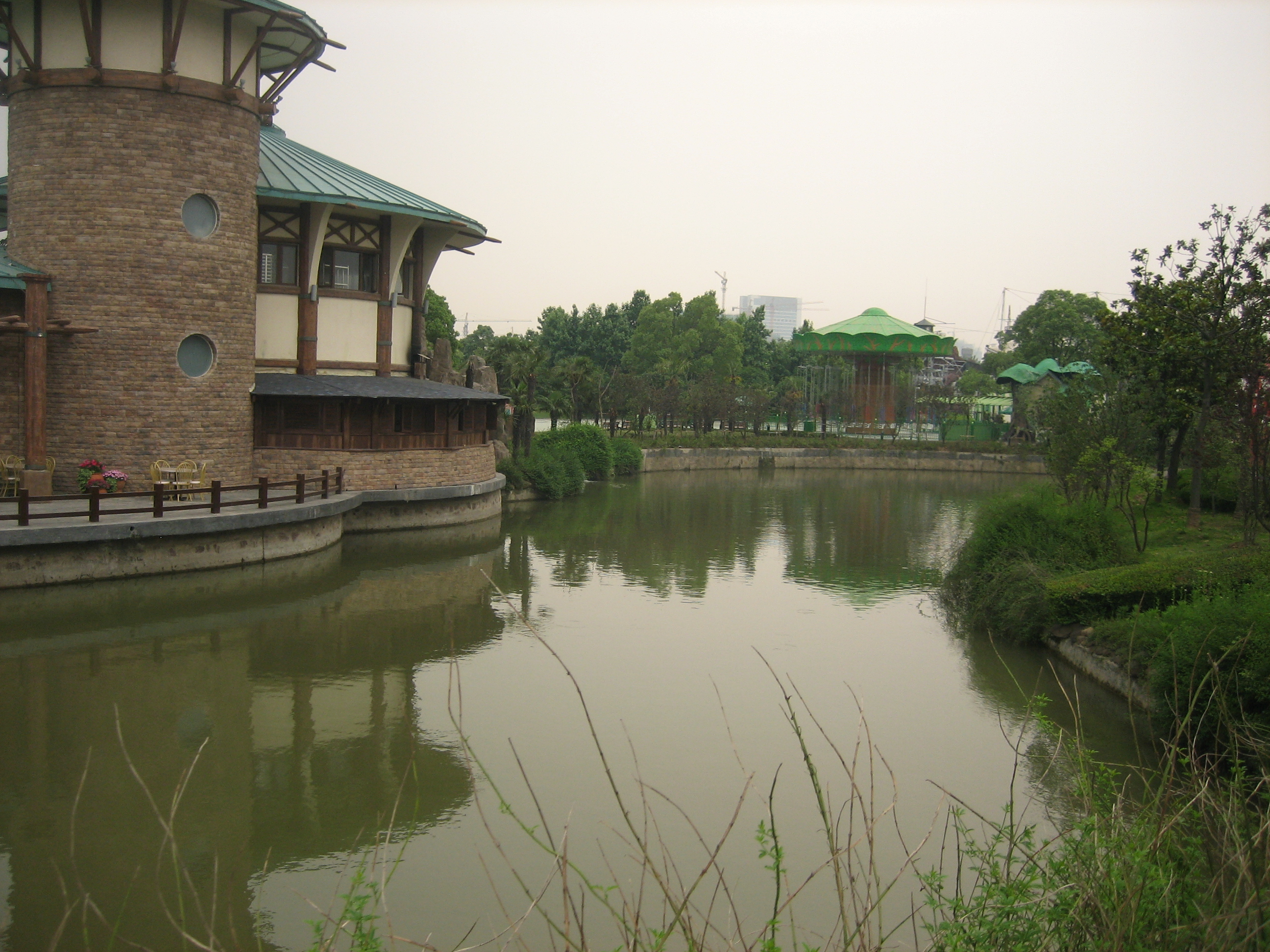
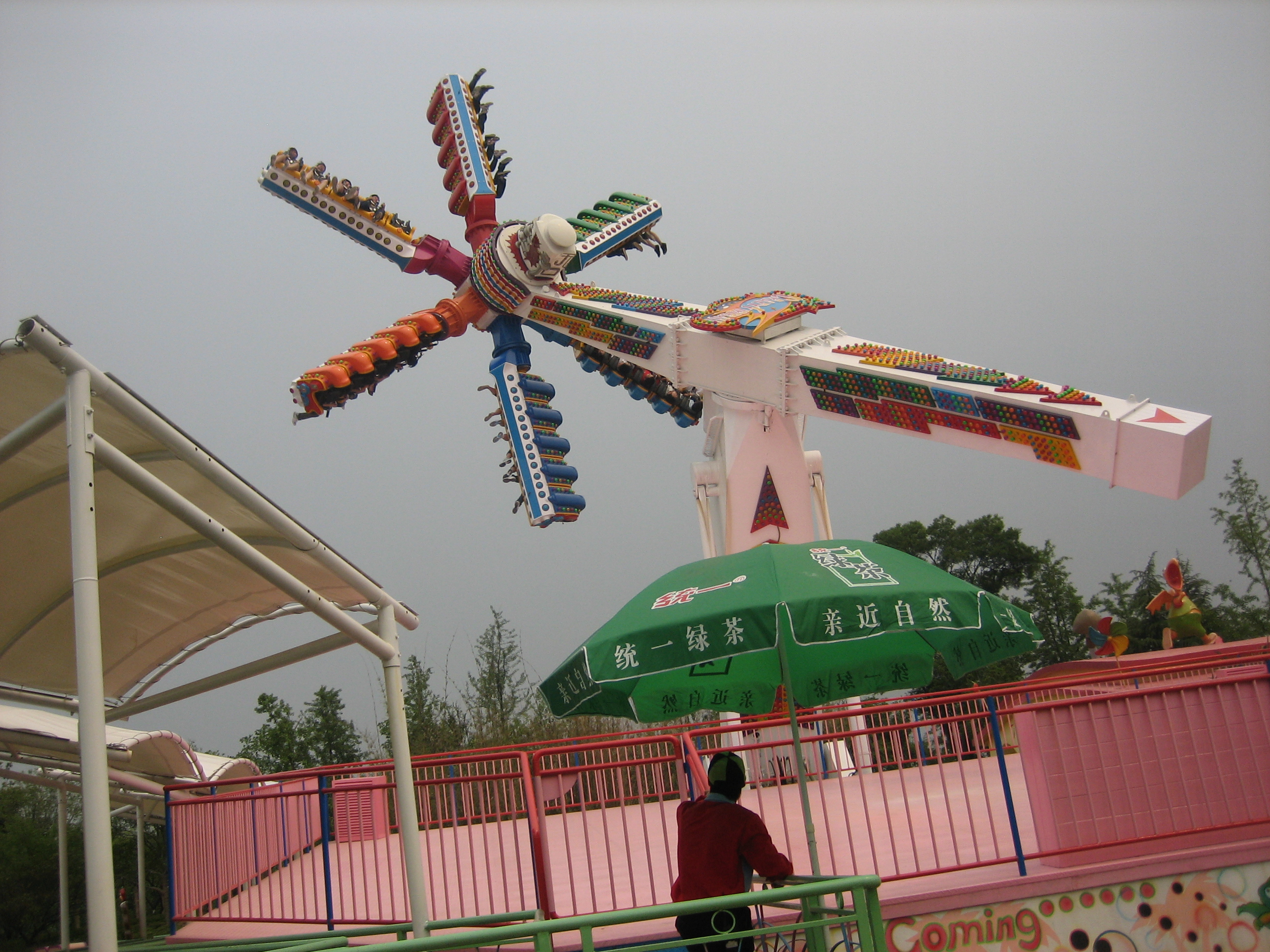
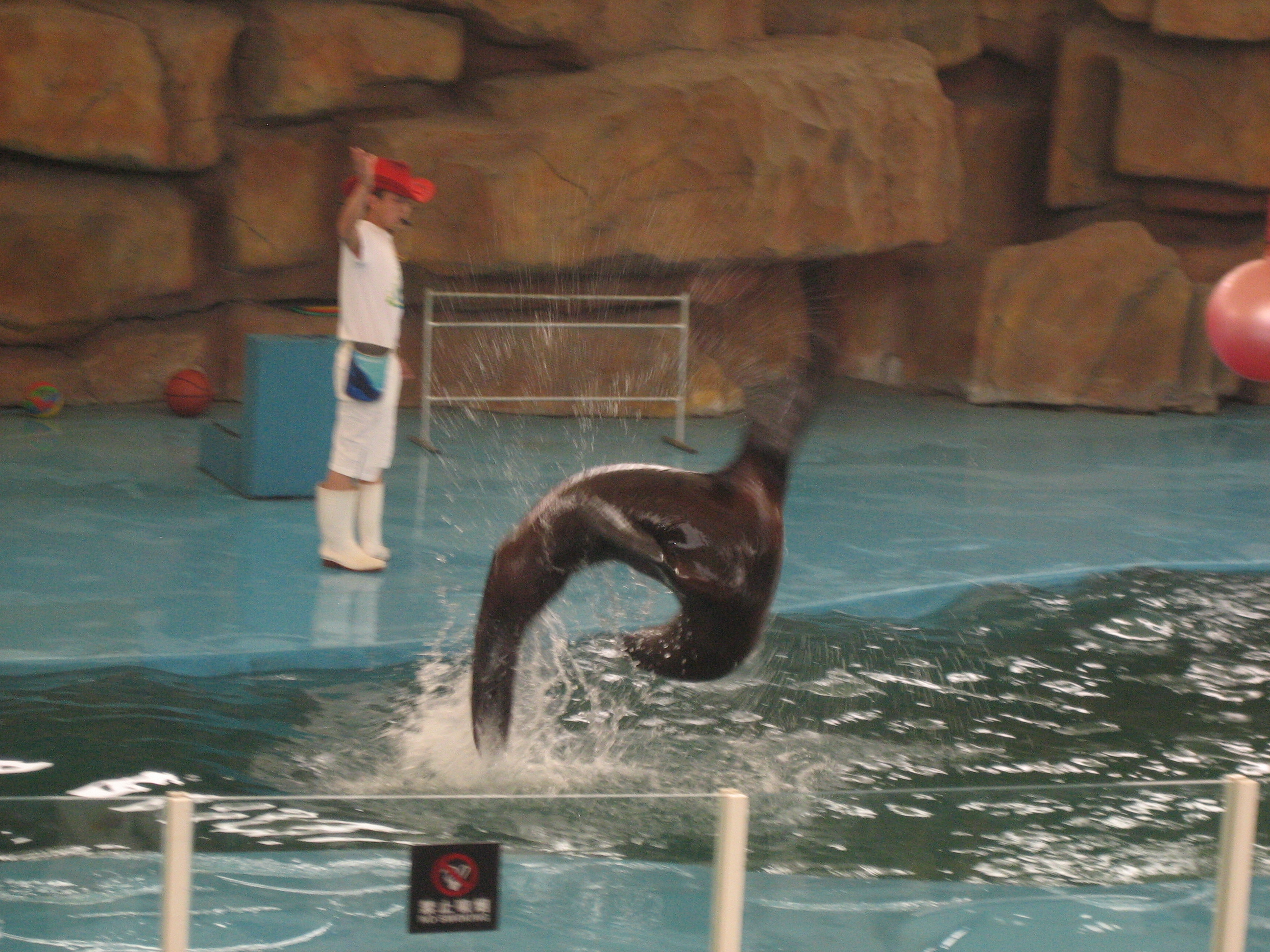
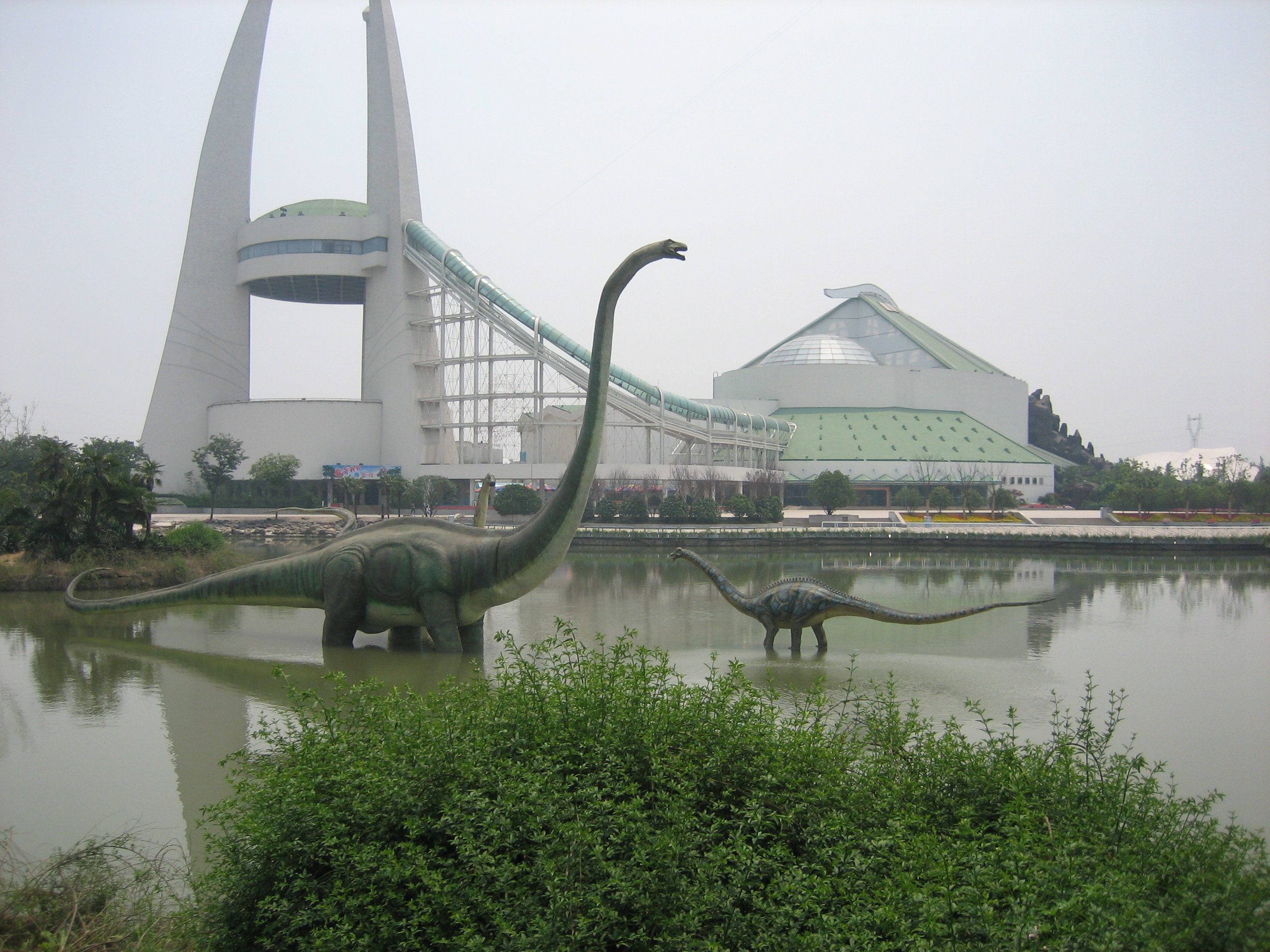
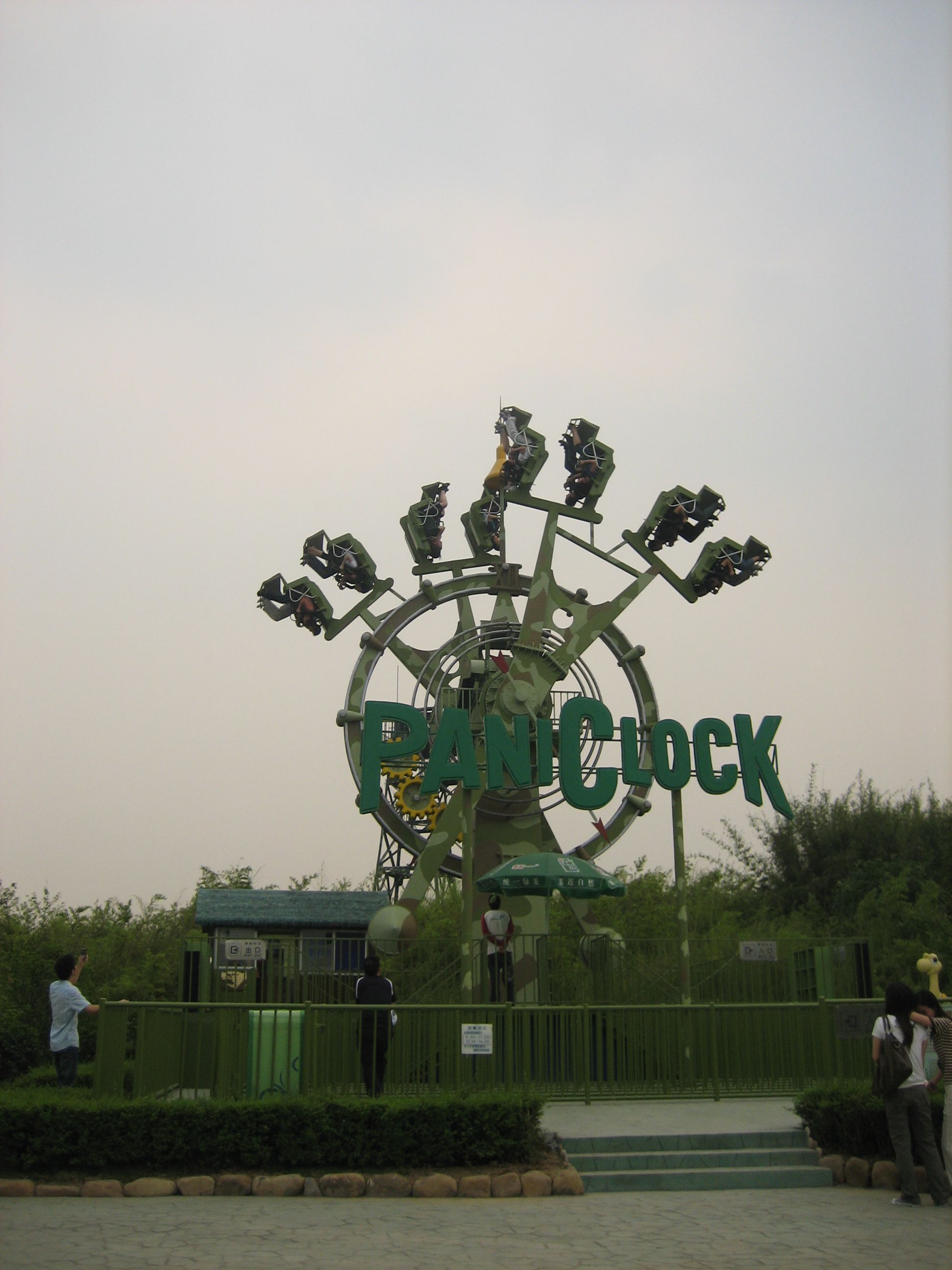
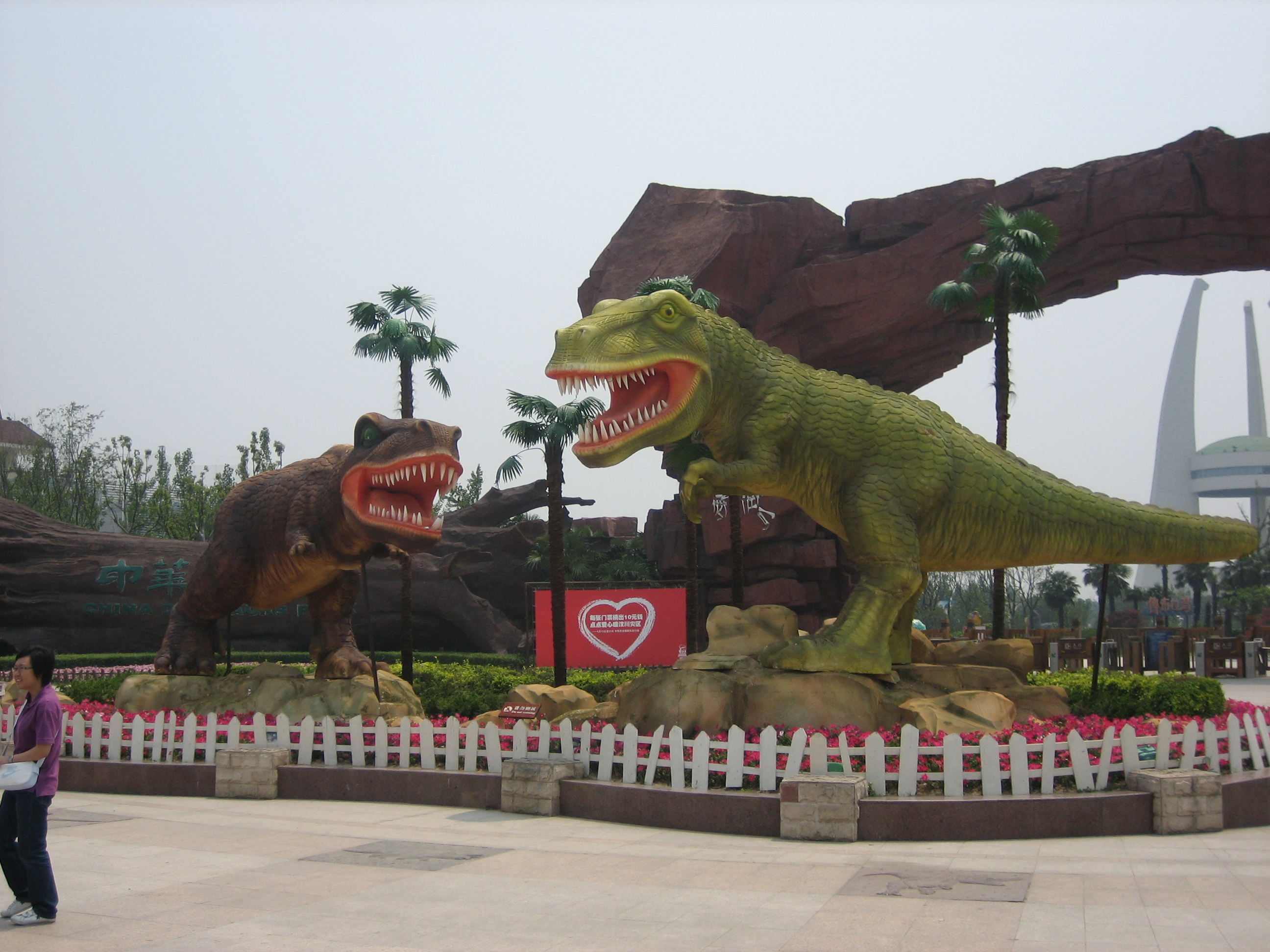
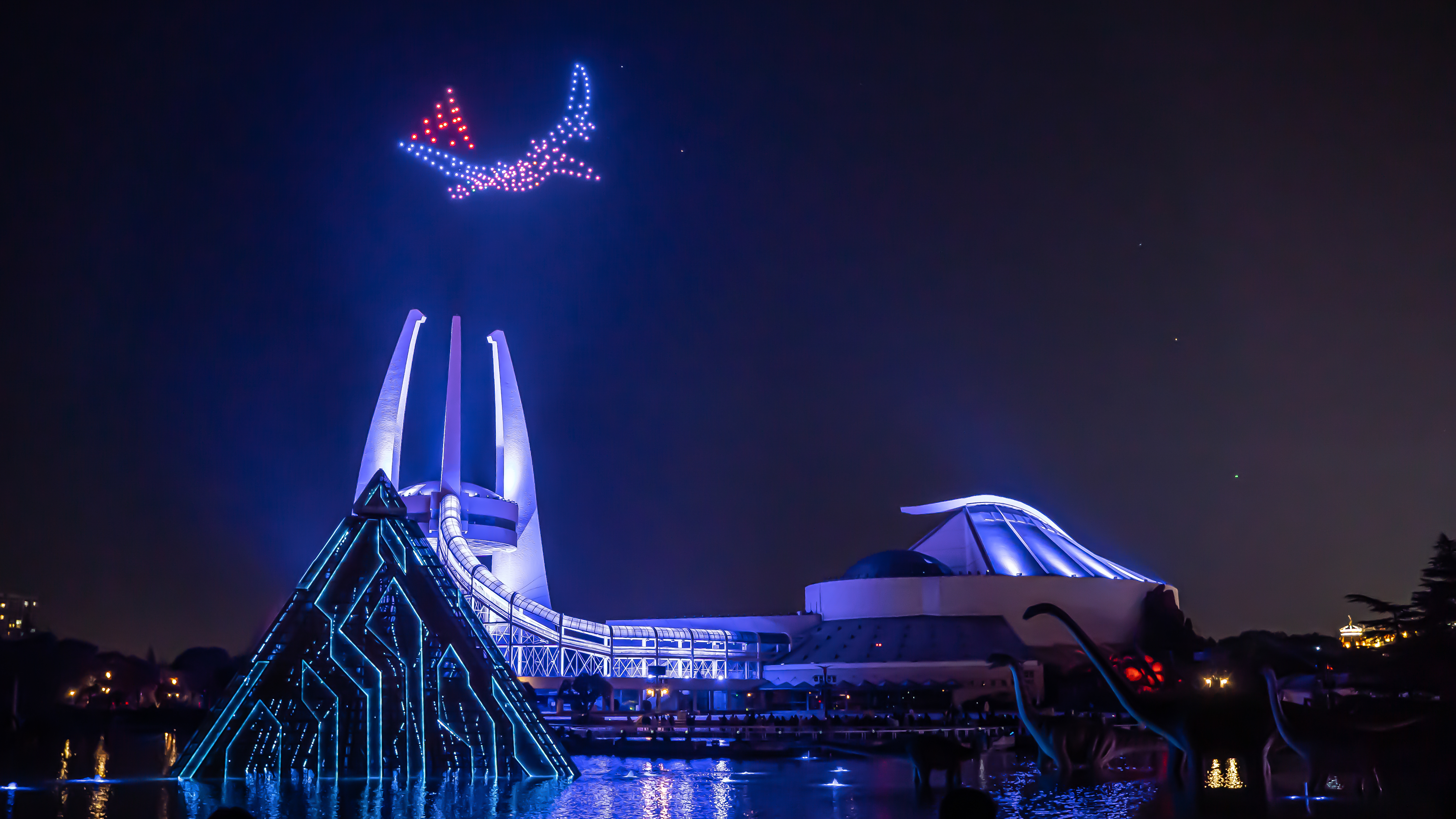
常州中华恐龙园《D秀》演出

## 歷史
江苏省沒有出土過恐龙化石。本園的建立，是1996年時任國務院副總理的鄒家華和時任地质矿产部部長的宋瑞祥會見了常州市的官員，宋瑞祥說地礦部有恐龍化石，原常州市市委書記虞振新提議常州可以出資建館展覽，因此5家國有企業出資6000萬元人民幣作為啟動資金，建成了中華恐龍園。
2011年，中华恐龙园和近400家企业共同组建恐龙创意产业联盟，联盟联手打造《恐龍寶貝》的品牌，相继推出了《恐龙宝贝》动画电影、大型网游《恐龙宝贝》、动画片《恐龙宝贝之失落的世界》，《恐龍寶貝》系列動畫片也在央視播出。